# Deux-Sorru
Les Deux-Sorru sont une région de Corse située sur la façade occidentale de l'île. Il s'agit également du nom du canton constitué par ces communes. Ils sont aussi les Dui Sorru, « territoire de vie » du parc naturel régional de Corse.

## Géographie
Les Deux-Sorru sont situés sur la façade occidentale de l'île.

## Composition
De nos jours, la région des Deux-Sorru est composée des communes de :
- Arbori
- Balogna (Balogna)
- Cargèse, y compris Paomia
- Coggia
- Guagno
- Letia
- Murzo
- Orto
- Poggiolo
- Renno
- Soccia
- Vico, y compris Sagone, Appriciani, Nesa et Chigliani.

## Histoire
1676 le 14 mars, arrivent des exilés grecs à qui les Génois ont accordé le territoire de Paomia afin de déplaire aux gens de Vico qui étaient leurs ennemis jurés. En fait, depuis la mort en 1515 du dernier comte de Corse, Giovan Paolo de Leca, ils ne se sont jamais soumis à Gênes.	
Les Grecs d'abord neutres dans la révolte des Corses contre les Génois, prendront le parti de ces derniers leurs bienfaiteurs. Ils formeront des compagnies qui lutteront contre les Corses qui 50 ans après leur installation à Paomia, les en chasseront. Beaucoup s'installent à Ajaccio. Pour l'aide apportée aux troupes françaises, ils seront récompensés par Marbeuf, commandant en chef des troupes françaises et gouverneur de l'île, qui leur accorde en 1773 le droit de s'installer à Cargèse, un lieu près de Paomia.